# Stenatherina panatela
Stenatherina panatela és una espècie de peix pertanyent a la família dels aterínids i l'única del gènere Stenatherina.

## Descripció
- Pot arribar a fer 11 cm de llargària màxima.
- 5-8 espines i 8-10 radis tous a l'aleta dorsal i 1 espina i 9-12 radis tous a l'anal.
- Branquiespines llargues i primes.[3][4]

## Hàbitat
És un peix d'aigua marina, associat als esculls i de clima tropical (19°N-20°S), el qual viu a les aigües costaneres, ports, esculls de corall i les llacunes interiors dels atols.

## Distribució geogràfica
Es troba al Pacífic: des de Sumatra fins al nord de les illes Cook, les illes Filipines, les illes Carolines, Fiji i les illes Marshall, incloent-hi Austràlia, Nova Caledònia, Palau, Papua Nova Guinea i Tuvalu.

## Observacions
És inofensiu per als humans.